# Wagons East!
Wagons East! är en amerikansk westernfilm från 1994 i regi av Peter Markle. I huvudrollerna ses bland andra John Candy och Richard Lewis.

## Handling
I Vilda västern 1860 bestämmer sig en grupp missanpassade nybyggare samt den före detta doktorn Phil Taylor, prostituerade Belle och den homosexuelle bokhandlaren Julian att de inte förmår leva under rådande omständigheter i väst. De anlitar därför vagnföraren James Harlow för att ta dem på en resa tillbaka till deras hemorter i öst. Föraren är dock alkoholist.

## Rollista (urval)
| John Candy           | – James Harlow          |
| Richard Lewis        | – Phil Taylor           |
| John C. McGinley     | – Julian                |
| Ellen Greene         | – Belle                 |
| Robert Picardo       | – Ben Wheeler           |
| William Sanderson    | – Zeke                  |
| Joel McKinnon Miller | – Zack Ferguson         |
| Abraham Benrubi      | – Abe Ferguson          |
| Thomas F. Duffy      | – Clayton Ferguson      |
| Russell Means        | – Chief                 |
| Rodney A. Grant      | – Little Feather        |
| Ed Lauter            | – John Slade            |
| Lochlyn Munro        | – Billy                 |
| Melinda Culea        | – Constance Taylor      |
| Don Lake             | – Lt. Bailey            |
| Gailard Sartain      | – J.P. Moreland         |
| Ethan Phillips       | – Commander S.L. Smedly |
| Charles Rocket       | – Gen. Larchmont        |